# Quinton Flynn
Quinton Joseph Flynn (Cleveland, 10 ottobre 1964) è un doppiatore, attore, scrittore, comico e musicista statunitense.

## Biografia
È famoso per aver doppiato numerosi personaggi nel mondo dei videogiochi tra cui: Raiden nella serie di Metal Gear, Lea/Axel nella saga di Kingdom Hearts e Reno in Final Fantasy VII. Egli è anche un attore ricorrente nella serie satirica in stop-motion Robot Chicken e nella serie di videogiochi Crash Bandicoot. Suo fratello minore Bart Flynn è anch'esso un doppiatore, hanno prestato entrambi la voce in Le tenebrose avventure di Billy & Mandy. Egli è stato anche la voce di Silver the Hedgehog da Sonic Colours a Sonic Forces. Al di fuori del doppiaggio, ha registrato tre tracce in formato digitale dal titolo Puzzled Yesterdays. Egli è anche il narratore della serie TV di Investigation Discovery Ucciderei per te (I'd Kill For You).

## Doppiaggio

### Serie animate
- As Told by Ginger (George Magrority)
- Avatar - La leggenda di Aang (Mugger Tycho)
- Avengers - I più potenti eroi della Terra (Malekith the Accursed)
- Generator Rex (Beau)
- I Fantastici Quattro (Torcia Umana/Johnny Storm)
- Le avventure di Johnny Quest (Johnny Quest, solo nella seconda stagione)
- Le tenebrose avventure di Billy e Mandy (Professor Gaylord, Jurasic Creeps 2 e 4 e Brandon)
- My Life as a Teenage Robot (Sheldon Lee, Don Prima e Silver Shell)
- Robot Chicken (Taddeo, Draco Malfoy, Swiper the Fox, Sir Topham Hatt)
- Scooby-Doo! Mystery Incorporated (Gus Boggs e Daniel "Fantzee Pantz" Prezette)
- Stuart Little (Fiocco di neve, solo 11 episodi)
- Teen Titans (Fulmine)
- Timon e Pumbaa (Timon, prima stagione)
- The Lion Guard (Timon)
- Xyber 9: New Dawn (Mick)

### Anime
- Bleach (Kon e ragazzo nell'orso nell'episodio 94)
- BLOOD+ (Carl Fei-Ong, The Phantom, McCoy)
- Bobobo-bo Bo-bobo (Maloney Oni prima forma)
- Digimon Savers (Masaru Daimon)
- Initial D (Shingo Shoji)
- Naruto (Iruka Umino e Deidara, solo nell'episodio 135)
- Naruto: Shippuden (Iruka Umino)
- Tekkonkinkreet - Soli contro tutti (Vanilla)
- Zatch Bell! (Doctor Riddles e Victoream)

### Film
- A Hard Day's Day
- Assagunda: Desperate MILF (The Pizza Boy)
- Bleach: Memories of Nobody e Bleach: Fade to Black (Kon)
- Ernest and Bertram (Bertram)
- Final Fantasy VII: Advent Children (Reno)
- Metal Gear Solid 2: Bande Dessinee (Raiden)
- My Dinner with Jimi (Paul McCartney)
- Naruto: La via dei ninja (Iruka Umino)
- Mowgli e il libro della giungla (Babbuino cattivo 1 e Lupo 3)

### Documentari
- Ucciderei per te (I'd kill for you) - serie TV (30 episodi) - Narratore

### Videogiochi
- Arc - Il tramonto degli Spiriti (Kharg)
- Baten Kaitos Origins (Sfida Attendant)
- Batman: Arkham City (Nightwing)
- Batman: Arkham Origins (Alberto Falcone)
- Cartoon Network: Pugni a volontà (Billy, nella versione per Nintendo 3DS)
- Call of Duty: United Offensive (Pvt. Ender)
- Champions of Norrath (Gol Nazyn)
- Champions: Return to Arms (Gol Nazyn)
- Command & Conquer: Generals (Esploratore)
- Command & Conquer: Renegade (Soldato GDI/Civile)
- Crash Nitro Kart (N. Gin e Nitros Oxide)
- Crash Tag Team Racing (Chick Gizzard Lips)
- Crash Twinsanity (N. Gin, Gemelli Cattivi, Pinguino)
- Crisis Core: Final Fantasy VII (Reno)
- Digimon World Data Squad (Masaru Daimon)
- Dying Light (Irwin)
- Emperor: Battle for Dune (Voce del responso delle unità)
- Final Fantasy X (Isaaru, Bickson)
- Final Fantasy X-2 (Isaaru)
- Gungrave: Overdose (Spike Hubie/Casino Manager)
- Gurumin: A Monstrous Adventure (Poco/Roger)
- Heroes of the Storm (Prince Kael'thas Sunstrider)
- I Fantastici 4 (Torcia Umana/Johnny Storm)
- Infamous (Fotografo)
- Kessen III (Toshiie Maeda)
- Kingdom Hearts II (Axel)
- Kingdom Hearts Re:Chain of Memories (Axel)
- Kingdom Hearts 358/2 Days (Axel)
- Kingdom Hearts Birth by Sleep (Lea)
- Kingdom Hearts 3D: Dream Drop Distance (Lea)
- Kingdom Hearts HD 1.5 ReMIX (Axel)
- Kingdom Hearts HD 2.5 ReMIX (Axel/Lea)
- Kingdom Hearts HD 2.8 Final Chapter Prologue (Axel/Lea)
- Kingdom Hearts III (Lea)
- La maledizione di Monkey Island (Mr. Fossey)
- La Pucelle: Tactics (Croix)
- League of Legends (Jhin)
- Mass Effect 2 (Kolyat Krios e Bartender)
- Mass Effect 3 (Kolyat Krios)
- Mario & Sonic ai Giochi Olimpici di Londra 2012 (Silver the Hedgehog)
- Mario & Sonic ai Giochi Olimpici Invernali di Sochi 2014 (Silver the Hedgehog)
- Mario & Sonic ai Giochi Olimpici di Rio 2016 (Silver the Hedgehog)
- Marvel: La Grande Alleanza (Uomo Ragno e Arcade)
- Metal Gear Solid 2: Sons of Liberty (Raiden)
- Metal Gear Solid 2: Substance (Raiden)
- Metal Gear Solid 4: Guns of the Patriots (Raiden)
- Metal Gear Solid 4: Guns of the Patriots (Soldato Fox B)
- Metal Gear Rising: Revengeance (Raiden)
- Minority Report: Everybody Runs (Danny Witwer)
- Naruto: Clash of Ninja (Iruka Umino)
- Naruto: Ninja Council (Iruka Umino)
- Naruto: Ultimate Ninja (Iruka Umino e Meizu)
- Naruto: Clash of Ninja 2 (Iruka Umino)
- Naruto: Ultimate Ninja 2 (Iruka Umino)
- Naruto: Uzumaki Chronicles (Iruka Umino)
- Naruto: Ultimate Ninja 3 (Iruka Umino)
- Naruto: Ultimate Ninja Heroes 2: The Phantom Fortress (Iruka Umino)
- Naruto: Ultimate Ninja Storm (Iruka Umino)
- Naruto Shippuden: Ultimate Ninja 4 (Iruka Umino)
- Naruto Shippuden: Legends: Akatsuki Rising (Iruka Umino)
- Naruto Shippuden: Ultimate Ninja Storm 2 (Iruka Umino)
- Naruto Shippuden: Kizuna Drive (Iruka Umino)
- Naruto Shippuden: Ultimate Ninja Impact (Iruka Umino)
- Naruto Shippuden: Ultimate Ninja Storm Generations (Iruka Umino)
- Naruto Shippuden: Ultimate Ninja Storm 3 (Iruka Umino)
- Naruto Shippūden: Ultimate Ninja Storm Revolution (Iruka Umino)
- No More Heroes (Henry)
- No More Heroes 2: Desperate Struggle (Henry)
- Onimusha Blade Warriors (Kotaro Fuma)
- Orphen: Scion of Sorcery (Orphen)
- PlayStation All-Stars Battle Royale (Raiden)
- Rogue Galaxy (Monsha, Toady e Ugozl lo Burkaqua)
- Shellshock: Nam '67 (Corey, Soldati americani, Piloti, Prigioniero 10)
- Skylanders: Trap Team (Dr. Krankcase)
- SOCOM II: U.S. Navy SEALs (Specnaz operativo: Bludshot)
- Sonic Free Riders (Silver the Hedgehog)
- Sonic Colours (Silver the Hedgehog)
- Sonic Generations (Silver the Hedgehog)
- Spider-Man: Amici o nemici (Venom)
- Star Wars: Droid Works (Eger Droid e Tough Droid)
- Star Wars: The Old Republic (Hunter e Neuman)
- The Wonderful 101 (Prince Vorkken)
- Tony Hawk's Downhill Jam (Intervistatore Kevin Stabb)
- Twisted Metal: Head-On (Shadow)
- Valkyria Chronicles (Gentiluomo invecchiato)
- Warcraft III: The Frozen Throne (Principe Kael'thas Sunstrider)
- World of Warcraft: The Burning Crusade (Principe Kael'thas Sunstrider e Gran botanico Freywinn)
- World of Warcraft: Wrath of the Lich King (Capitano Brandon e Festergut)
- X-Men Legends II: L'Era di Apocalisse (Banshee e Abisso)
- Zatch Bell! Mamodo Battles (Doctor Riddles e Victoream)
- Zatch Bell! Mamodo Fury (Doctor Riddles, Haru e Victoream)

## Doppiatori italiani
Da doppiatore è sostituito da:
- Massimo Lodolo in Ucciderei per te
- Davide Albano nel ruolo di Silver the Hedgehog da Sonic Generations in poi